# 光の雨 (映画)
『光の雨』（ひかりのあめ）は、2001年公開の日本映画。製作総指揮高橋紀成、脚本青島武、高橋伴明監督。
連合赤軍事件を描いた立松和平の小説『光の雨』をベースとし、原作そのままの映画化ではなく、小説『光の雨』を映画化する模様を描いた作品となっている（以下の文章では区別のため、劇中で制作される映画を「劇中劇『光の雨』」と記載する）。

## 概要
連合赤軍事件の本格的な映画としては初めての作品。
事件そのものは劇中劇の体裁を取ることで、残酷な「総括」の場面が「映画としての再現」であることが強調され、観る側への刺激を和らげる効果を生んでいる。また、劇中劇に出演する若い役者たちの戸惑いの描写が、そのまま30年前の事件に対する今の若者の違和感を浮かび上がらせている。
なお、連合赤軍事件のうち、劇中劇として映画化されるのは山岳ベース事件と印旛沼事件が中心で、あさま山荘事件に相当する場面は1カットのみ（玉井が銃を構え、銃口から火が吹く映像）。
劇中劇として映画化されているのは、原作小説における玉井の回想シーンに当たり、老人となった玉井は登場しない。

## ストーリー
小説『光の雨』の映画化が決まる。監督の樽見は学生運動の経験者。一方、映画に出演する役者は、元アイドルやお笑い芸人、劇団員など事件はおろか革命という言葉とはまったく無縁な若者たちで、演じる人物の台詞や題材となった事件に戸惑う。
小説の読者カードの中に、明確に監督の樽見に宛てたと思しきものがあり、その内容は樽見の心にわだかまりを生んでいた。撮影は順調に進んでいくが、樽見は葛藤から北海道ロケの最中に監督を降板してしまう。やむなくメイキング編の監督をしていた若手の阿南が監督を引き継ぐことになる。

## 主な登場人物
劇中劇『光の雨』に出演する役者たちは、一部をのぞきエンディングクレジットにて劇中劇の役名で表示されるが、ここでは「劇中劇」である点を明確にするため、「××役の俳（女）優」と表記する（役者としての役名は明示されない）。劇中劇『光の雨』の登場人物については小説版『光の雨』の項目を参照のこと。
樽見省吾（大杉漣）
CMディレクターで初の映画監督作品として『光の雨』を引き受ける。若い頃は学生運動に参加していた。当時、対立セクトからの攻撃を前に逃亡した（日和った）過去があり、暗にそれをほのめかす葉書を見て動揺し、途中で監督を降板し失踪してしまう。
阿南満也（萩原聖人）
劇中劇『光の雨』メイキング編の監督として参加。監督と若い役者たちとの間をつなぐ役を担ったが、樽見の監督降板にともない、監督を引き継ぎ映画を完成させる。なお、小説版に登場する同姓同名の登場人物とは別人の扱いである。
大山賢一（塩見三省）
劇中劇『光の雨』のプロデューサー。
高取美奈（高橋かおり）
原作とは別人物で元アイドル。マスコミの注目を浴びつつも、上杉に「総括」された女性メンバー・高田ゆみ役を演じる。基本的に大きな態度だが、樽見やほかの出演者に追い詰められた役者を庇ったりする一面もある。高田ゆみのモデルは遠山美枝子。
倉重鉄太郎役の俳優（山本太郎）
元漫才師で役者志望の青年。普段は路上で即興の詩を売る生活をしている。倉重の難解かつ大仰な台詞には理解不能な反応を示す。倉重のモデルは森恒夫。
上杉和枝役の女優（裕木奈江）
駆け出しの女優。冷酷非情な上杉を迫真の演技で演じきるが、劇中人物と同世代の監督に当時のことを聞いたりする。上杉のモデルは永田洋子。
玉井潔役の俳優（池内万作）
劇中劇『光の雨』の主人公役。ナレーションも務める。事件については「わからない」とコメント。玉井のモデルは坂口弘。
大橋ショウジ（一條俊）
兄のショウイチとともに戸張兄弟を演じる。撮影中は役にのめりこみ、温い態度をとる他の出演者へ批判的に接する。

## スタッフ
- 製作総指揮：高橋紀成
- 製作：遠藤秀、石川富康
- プロデューサー：青島武、森重晃
- 脚本：青島武
- 音楽：梅林茂
- 劇中短歌：福島泰樹
- 筆文字パフォーマンス：軌保博光
- ガンエフェクト：栩野幸知
- 音響効果：福島音響
- 現像：IMAGICA
- ロケ協力：斜里町、網走市、斜里バス、JR北海道、知床斜里町観光協会、横浜フィルムコミッション、横浜市港湾局、国内信販原宿サービスセンター、東映東京撮影所ほか
- 製作：シー・アイ・エー、エルクインフィニティ、衛星劇場
- 配給：シネカノン

## キャスト
- 樽見省吾：大杉漣
- 阿南満也：萩原聖人
- 大山賢一：塩見三省
- 倉重鉄太郎 役：山本太郎
- 上杉和枝 役：裕木奈江
- 玉井潔 役：池内万作
- 大沢守男 役：松田直樹
- 浦川秋子 役：川越美和
- 月田てる子 役：板谷由夏
- 夏目洋太 役：山中聡
- 北川準 役：蟹江一平
- 大橋ショウイチ（戸張真 役）：大柴邦彦
- 大橋ショウジ（戸張善二 役）：一條俊
- 黒木利一 役：鳥羽潤
- 今村道子 役：小嶺麗奈
- 松村伸 役：西守正樹
- 森中広志 役：三上大和
- 高取美奈（高田ゆみ 役）：高橋かおり
- 三橋信之 役：金山一彦
- 新川次郎 役：金子貴俊
- 谷口淳子 役：西山繭子
- 五十嵐俊哉 役：近藤大介
- 宇野咲子 役：矢澤庸
- 岡崎伸江 役：関川侑希
- 矢崎マリ 役：玄覚悠子
- 赤津利和 役：佐藤貢三
- 及川厚志 役：大和屋ソセキ
- 田所良春 役：恩田括
- 河村哲也 役：白石朋也
- 浜田真二 役：川瀬陽太